# Hexatoma jozana
Hexatoma jozana är en tvåvingeart som först beskrevs av Alexander 1924.  Hexatoma jozana ingår i släktet Hexatoma och familjen småharkrankar. Inga underarter finns listade i Catalogue of Life.